# Sonneratia gulngai
Sonneratia gulngai är en fackelblomsväxtart som beskrevs av N.C. Duke. Sonneratia gulngai ingår i släktet Sonneratia och familjen fackelblomsväxter. Inga underarter finns listade i Catalogue of Life.